# 白鹤镇 (上海市)
白鹤镇，是中华人民共和国上海市青浦区下辖的一个乡镇级行政单位。面积58.49平方公里。户籍人口4.45万人（2008年）。

## 行政区划
白鹤镇下辖以下居委会和村委会：
白鹤一社区、白鹤二社区、赵屯社区、白鹤村、沈联村、鹤联村、青龙村、塘湾村、胜新村、朱浦村、金项村、新江村、王泾村、杜村、响新村、五里村、万狮村、梅桥村、曙光村、红旗村、南巷村、江南村、太平村和赵屯村。

## 農業
1983年秋，白鹤镇村民从上海市农業科學院引进草莓種植，隨後白鶴鎮草莓種植面積日益擴大，草莓成为当地农民主要的收入来源，白鹤也成为国内外主要的草莓产区之一，有“中国草莓之乡”之稱。